# Friedrich Rakob
Friedrich Ludwig Rakob (* 25. Juli 1931 in Ennigloh; † 28. Dezember 2007 in Münster) war ein deutscher Bauforscher. Seine Forschungstätigkeit beim Deutschen Archäologischen Institut in Rom konzentrierte sich vor allem auf den Maghreb (Tunesien) und die Villa Hadriana in Tivoli.

## Leben
Friedrich Rakob studierte nach dem Abitur 1952 ab dem Wintersemester 1952/1953 an der Technischen Hochschule München Architektur. Er wurde ebenfalls Gasthörer in den Fächern Archäologie, Kunstgeschichte, Literaturwissenschaften und Logistik an der Universität München. 1954 legte er sein Vordiplom ab und ging 1955 an die Technische Hochschule Karlsruhe, wo er studentische Hilfskraft am Institut für Baugeschichte wurde.
Rakobs Lehrer war der Bauforscher und damalige Leiter des Karlsruher Instituts für Baugeschichte Arnold Tschira. Tschira regte Rakobs Dissertation über die Piazza d’Oro in der Villa Hadriana in Tivoli an, wo Rakob ab 1955 baugeschichtliche Untersuchungen durchführte. Es schlossen sich weitere Forschungen im Kerameikos und am Parthenon in Athen an, die Rakob gemeinsam mit Tschira und dem Klassischen Archäologen Walter-Herwig Schuchhardt unternahm.
1958 legte Rakob an der TH Karlsruhe bei Otto Ernst Schweizer sein Diplom ab und wurde 1961 für ein Jahr wissenschaftlicher Assistent Tschiras am Institut für Baugeschichte der TH Karlsruhe. Im Anschluss daran wurde er 1962 Referent für römische Bauforschung an der Abteilung Rom des Deutschen Archäologischen Instituts, welche in Zukunft die Arbeitsbasis für sein Berufsleben bilden würde. Von 1960 bis 1963 betreute er mit Tschira die baugeschichtlichen Untersuchungen an der Casa del Fauno in Pompeji.
1963 empfahlen Armin von Gerkan und Heinrich Drerup Rakob für die Vergabe des Reisestipendiums des Deutschen Archäologischen Instituts. Die halbjährige Reise erfolgte in den Jahren 1963 und 1964 und hatte archäologische Stätten in Nordgriechenland, der Türkei, Syrien, Israel, Jordanien, dem Libanon, Ägypten, Libyen und Tunesien zum Ziel. Er reiste unter anderem ein kurzes Stück gemeinsam mit Hugo Brandenburg und ein längeres Stück durch Griechenland zusammen mit Paul Zanker.
1967 schloss Rakob seine Promotion mit dem Thema „Die Piazza d’Oro in der Villa Hadriana bei Tivoli“ an der TH Karlsruhe ab. Er übernahm Ende der 1970er Jahre die Leitung der Ausgrabungen des Deutschen Archäologischen Instituts in Nordafrika. Unter anderem untersuchte er dort in Kooperation mit dem heutigen Institut National du Patrimoine die römischen Steinbrüche in Chemtou/Simitthus, in denen der in der Kaiserzeit und besonders unter Hadrian wertgeschätzte gelbliche Giallo antico oder Marmor numidicum abgebaut wurde. Unter anderem auf die Initiative Rakobs hin wurde zu diesem Thema ein Museum in Chemtou eingerichtet.
Nach verschiedenen Unternehmungen in Tunesien und Algerien war Rakobs wichtigstes Forschungsobjekt ab 1974 die archäologische Untersuchung von Karthago: Da die schnelle Entwicklung der modernen Stadt Anfang der 1970er Jahre drohte, die archäologischen Überreste des antiken Karthago zu zerstören, setzte sich eine Reihe bekannter tunesischer Archäologen, unter ihnen Azedine Beschaouch, öffentlich für die Erhaltung ein. Die UNESCO lancierte daraufhin zwischen 1972 und 1992 eine große internationale Kampagne zur Rettung des antiken Karthagos, deren Höhepunkt die Aufnahme des archäologischen Ausgrabungsgeländes von Karthago in die Liste des UNESCO-Weltkulturerbes im Jahre 1979 war. Im Rahmen dieser Kampagne führte auch das Deutsche Archäologische Institut Rom Projekte in Karthago durch, deren Leiter Rakob war. Er betreute vor allem die Ausgrabungen und die Auswertung des Quartier Magon in Karthago, dessen Entwicklungsgeschichte er in zahlreichen Kampagnen erforschte und publizierte. Insgesamt widmete Rakob Tunesien und dem Maghreb über drei Jahrzehnte seiner Forschungstätigkeit.
Die Universität Karlsruhe verlieh Rakob zur Ehrung seiner Forschungsleistungen in den 1970er-Jahren eine Honorarprofessur. Zur selben Zeit erhielt er das Bundesverdienstkreuz 1. Klasse sowie die Auszeichnung eines Kommandeurs des tunesischen Kultur-Verdienstordens für seine Mittlertätigkeit zwischen den Kulturen Nordafrikas und Europas. Er war ordentliches Mitglied des Deutschen Archäologischen Instituts.
Rakob ging 1996 in den Ruhestand und widmete sich bis kurz vor seinem Tode der Aufarbeitung der Materialien seines wissenschaftlichen Schaffens. Er starb am 28. Dezember 2007 in Münster, nahe seinem Geburtsort. Sein Nachlass stellt mit einem Gesamtvolumen von ca. 110.970 Objekten eine bedeutende Quelle an archäologischen Bilddaten dar. Der Nachlass befindet sich gesammelt im DAI Rom und wird derzeit digitalisiert und im Rahmen des Nordafrika-Archivs zugänglich gemacht.

## Schriften (Auswahl)
- Litus beatae veneris aureum: Untersuchungen am „Venustempel“ in Baiae. In: Mitteilungen des Deutschen Archäologischen Instituts. Römische Abteilung. Band 68, 1961, S. 114–149.
- Die Piazza d’Oro in der Villa Hadriana bei Tivoli. Dissertation, Techn. Hochschule Karlsruhe, 1967.
- Der Rundtempel am Tiber in Rom. Philipp von Zabern, Mainz 1973.
- Karthago – Archäologischer Park: Magon-Viertel. Philipp von Zabern, Mainz 1984.
- Karthago Band I-III. Philipp von Zabern, Mainz.
- Simitthus Band I-III. Philipp von Zabern, Mainz.
- Die Rotunde in Palestrina. In: Mitteilungen des Deutschen Archäologischen Instituts, Römische Abteilung. Band 97, 1990, S. 61–92.
- Ein punisches Heiligtum in Karthago und sein römischer Nachfolgebau: Erster Vorbericht. In: Mitteilungen des Deutschen Archäologischen Instituts, Römische Abteilung. Band 98, 1991, S. 33–80.
- Der Neufund einer römischen Turbinenmühle in Tunesien. In: Antike Welt. Band 24, 1993, S. 286–287.
- Karthago – 1500 Jahre Stadtgeschichte. In: Archäologie in Deutschland. Sonderheft 1995, Nummer 2, S. 12–17.